# Драгич, Симица
Симица Драгич (серб. Симица Драгић; 28 марта 1910, Свиница — июнь 1943, гора Шамарица) — югославский столяр, партизан времён Народно-освободительной войны, Народный герой Югославии.

## Биография
Родился 28 марта 1910 в деревне Свиница близ Петрини в крестьянской семье. Хорватский серб. До войны работал столяром, член Коммунистической партии с 1938 года.
На фронт попал в 1941 году: был председателем Народно-освободительного комитета в Петрине и Костайнице, с мая 1942 года секретарь Костайницкого котарского комитета Коммунистической партии Хорватии, член бюро при Окружном комитете.
Умер в июне 1943 года в больнице на горе Шамарица от последствий туберкулёза костей.
27 ноября 1953 посмертно награждён Орденом и званием Народного героя Югославии.